# Malthinus hottingeri
Malthinus hottingeri es una especie de coleóptero de la familia Cantharidae.

## Distribución geográfica
Habita en México.